# Faculdade de Estudos Sociais da Universidade Federal do Amazonas
A Faculdade de Estudos Sociais da Universidade Federal do Amazonas (FES UFAM) é uma unidade de instituição de ensino, pesquisa e extensão pública federal brasileira, no qual oferta produção acadêmica e de cursos voltados para Ciências Sociais, como Administração, Ciências Contábeis e Economia. Desde 2002 é sediada no Setor Norte do Campus Universitário Senador Arthur Virgílio Filho, em Manaus, e sua estrutura é composta por um complexo de blocos administrativos, salas de aula, auditórios, biblioteca e espaço de convivência.

## A Fundação
A FES tem como origem a Faculdade de Ciências Econômicas (FCE), criada através do Artigo 6º da Lei Estadual 108, de 23 de dezembro de 1955, assinado pelo então governador do Estado, Plínio Ramos Coelho e pelo Secretário de Estado de Interior e Justiça, Arthur Virgílio Filho, no qual o campus universitário leva o seu nome e também da aprovação no Parecer 4.109/1974 do Conselho Federal de Educação.  

## Linha do Tempo
- 1955 - Fundação da Faculdade de Ciências Econômicas - FCE;
- 1958 - Instalação da FCE e início das aulas do curso de Economia;
- 1962 - Incorporação da FCE à estrutura da da recém-criada Fundação Universidade do Amazonas - FUA;
- 1965 - Início das aulas do curso de Contador;
- 1965 - Diretor da FCE, Professor Saul Benchimol, encaminha o processo  nº 26/1965, no qual solicita a autorização para o funcionamento do curso de Administração, aprovada através da Resolução nº 09 de 20 de novembro de 1965, sob a relatoria do Professor Orígenes Angelitino Martins. [2]
- 1966 - Início das aulas do curso de Administração com 30 vagas/ano no período diurno;
- 1968 - Mudança do nome para Faculdade de Estudos Socais Aplicadas - FESA;
- 1972 - Ampliação do número de vagas para o curso de Administração em 30 vagas no período diurno/ano e 30 vagas no período noturno/ano;
- 1972 - Adaptação às exigências do Ministério da Educação à Reforma Universitária para instituição do Regime de Créditos;
- 1974 - Mudança do nome para Faculdade de Estudos Socais - FES; [3]
- 1977 - Ampliação do número de vagas para o curso de Administração em 80 vagas no período diurno/ano e 80 vagas no período noturno/ano;
- 2002 - Transferência da FES para o Campus Universitário Senador Arthur Virgílio Filho.[4]

## Centros Acadêmicos e Organizações
Na estrutura social da Faculdade de Estudos Sociais, estão estabelecidos os seguintes centros acadêmicos de Administração, Ciências Contábeis e Economia.

### Centro Acadêmico de Administração - CAADM
É o centro acadêmico que representa os estudantes de Administração. Atualmente fica localizado no segundo piso da Biblioteca Setorial do Setor Norte.

### Centro Acadêmico de Ciências Contábeis - CACiC
É o centro acadêmico que representa os estudantes de Ciências Contábeis.

### Centro Acadêmico e Cultural de Economia - CACE
É o centro acadêmico que representa os estudantes de Economia da universidade. Atualmente fica localizado ao final do Bloco Salas de Aula 2 da FES.
1. ↑  https://ufam.edu.br/eventos/4851-faculdade-de-estudos-sociais-comemora-aniversario-de-criacao-nesta-quarta-23
2. ↑  http://www.fes.ufam.edu.br/index.php?option=com_content&view=article&id=46&Itemid=91&lang=pt
3. ↑  http://idd.org.br/acervo/minicampus-da-ufam/
4. ↑  http://idd.org.br/acervo/faculdade-de-tecnologia-e-estudos-sociais/